# 北京市广播电视局

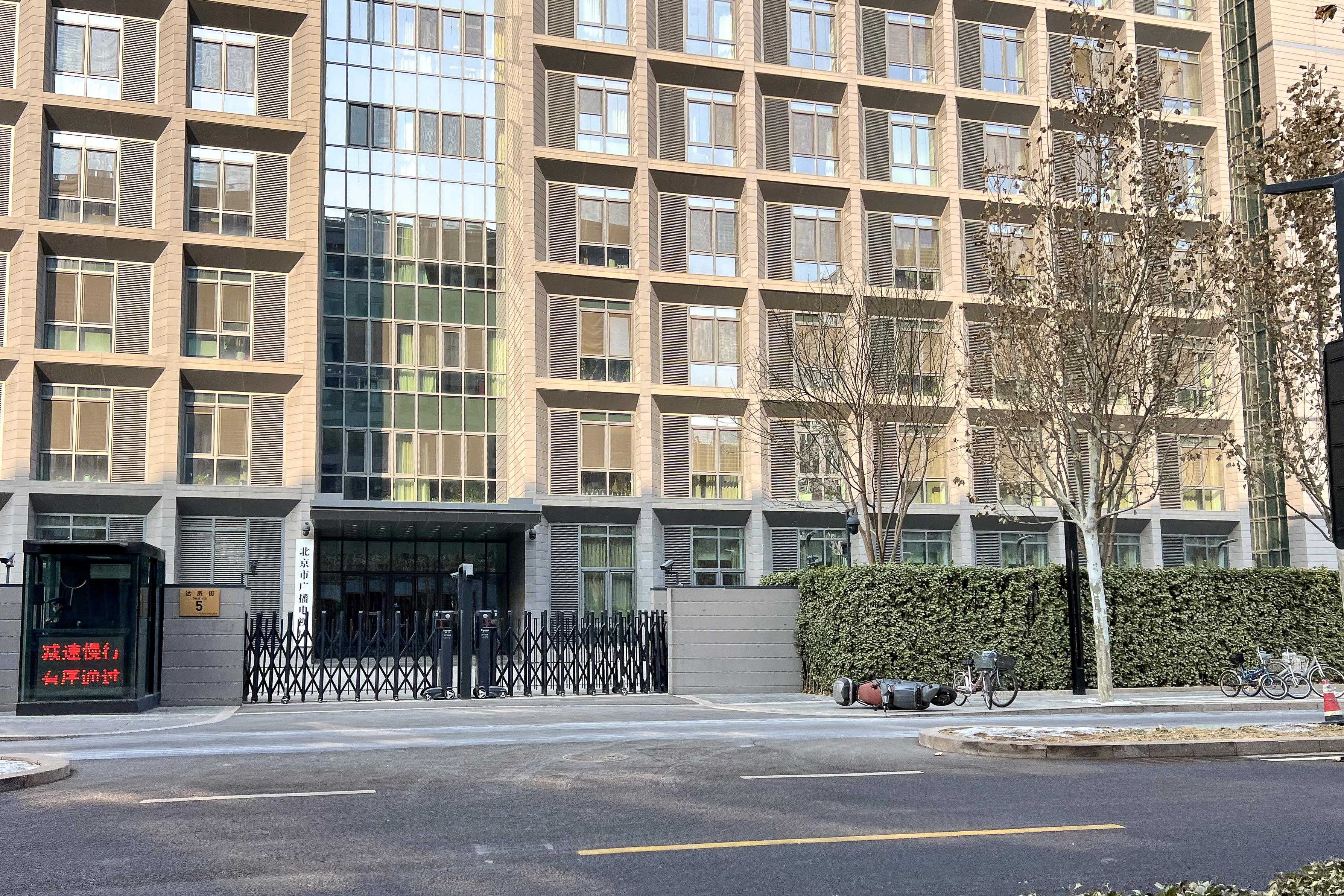
北京市广电局

北京市广播电视局位于北京市通州区达济街5号院，成立於1979年10月，最初名為北京市廣播事業局，1984年2月改為現名。